# Afrohelotina pauli
Afrohelotina pauli là một loài bọ cánh cứng trong họ Helotidae. Loài này được Weise miêu tả khoa học năm 1903.